# Districtul Laem Ngop
Laem Ngop (în thailandeză แหลมงอบ) este un district (Amphoe) din provincia Trat, Thailanda, cu o populație de 17.874 de locuitori și o suprafață de 154,0 km².

## Componență
Districtul este subdivizat în 4 subdistricte (tambon), care sunt subdivizate în 25 de sate (muban).
| 1. | Laem Ngop  | แหลมงอบ |  |
| 2. | Nam Chiao  | น้ำเชี่ยว  |  |
| 3. | Bang Pit   | บางปิด   |  |
| 7. | Khlong Yai | คลองใหญ่ |  |